# Glutaminyl-ARNt synthétase
La glutaminyl-ARNt synthétase est une ligase qui catalyse la réaction :
ATP + L-glutamine + ARNtGln  {\displaystyle \rightleftharpoons }  AMP + pyrophosphate + L-glutaminyl-ARNtGln.
Cette enzyme assure la fixation de la glutamine, l'un des 22 acides aminés protéinogènes, sur son ARN de transfert, noté ARNtGln, pour former l'aminoacyl-ARNt correspondant, ici le glutaminyl-ARNtGln.